# Lexington (Carolina del Sur)
Lexington es un pueblo ubicado en el condado de Lexington en el estado estadounidense de Carolina del Sur. Es sede del condado homónimo. La localidad en el año 2000 tiene una población de 9.793 habitantes en una superficie de 15 km², con una densidad poblacional de 665.7 personas por km². 

## Geografía
Lexington se encuentra ubicado en las coordenadas 34°59′41″N 81°14′22″O / 34.99472, -81.23944. Según la Oficina del Censo, la localidad tiene un área total de 15 km² (5,8 mi²), de la cual 14,7 km² (5,7 mi²) es tierra y 0,2 km² (0,1 mi²) (1.73%) es agua.

## Demografía
En el 2000 la renta per cápita promedia del hogar era de $53.865, y el ingreso promedio para una familia era de $65.694. El ingreso per cápita para la localidad era de $23.416. En 2000 los hombres tenían un ingreso per cápita de $44.883 contra $29.020 para las mujeres. Alrededor del 7.20% de la población estaba bajo el umbral de pobreza nacional. 

### Localidades adyacentes
El siguiente diagrama muestra a las localidades en un radio de 12 kilómetros (7,5 mi) de Lexington.